# 2017 FNSうたの春まつり
『2017 FNSうたの春まつり』（2017 エフエヌエスうたのはるまつり）は、フジテレビ系列で2017年3月22日 19:00 - 23:18（JST）に放送された通算2回目の『FNSうたの春まつり』である。

## 概要
前年に引き続き、番組ホームページでアンケートして番組側が制作した春の名曲BEST100を「春の名曲100選」と題して発表したり、また、出演アーティスト同士が発売された楽曲を基に、ご本人だから語ることができる自身の名曲の裏エピソードや制作秘話など、それぞれが心に秘める“春うた”の思い出を語り合う内容だった。前年行われて大好評だったロケのサプライズ企画は大幅に増大して5本立てで行われた。昨年は月曜日に放送されたが、今年は『FNS歌謡祭』『FNSうたの夏まつり』のFNS歌謡祭シリーズの例年通りで水曜日に放送された。但し、当番組が水曜日に放送されるのはこれが初となる。制作は、『FNS歌謡祭』『FNSうたの夏まつり』『Love music』のスタッフが担当。
事前に番組ホームページで「音楽でサプライズしてほしい人」としてサプライズでアーティストに歌のプレゼントをしてほしい人と、「あなたの心に残る春うたは?」として桜・卒業・旅立ちをテーマに好きな春の名曲や番組で聴きたい春の名曲を募集した。
平均視聴率は9.3%だった（ビデオリサーチ調べ、関東地区・世帯・リアルタイム）。瞬間最高視聴率はスペシャル企画「嵐 フジテレビドラマ主題歌特集」（21:28）の12.7%だった。
昨年に引き続き、好評だったサプライズロケ企画が行われて、参加者を番組ホームページで募集した。
今回は、「嵐が新曲『I'll be there』テレビ初披露!!」「サプライズ企画豪華5本立て（下記参照）」「祝30周年!! 月9ドラマ伝説の名シーンがよみがえる!!」「あなたの心に残る春うたは? 春の名曲100選」「宝塚歌劇団 月組による一夜限りの豪華絢爛ショー」といったスペシャル企画を含めた5個のみどころが設けられていた。
サプライズ企画では、「漁師の青年にAKB48がサプライズ成人式」「台風で大打撃! 北海道南富良野町に大黒摩季が!!」「藤巻亮太が『3月9日』を吹奏楽部とサプライズ共演」「たった31名の卒業生に贈るWANIMAサプライズライブ」「大分の中学生にLittle Glee Monsterが『旅立ちの日に』を届ける」と、昨年より多めの5本立てで放送された。
AKB48、藤巻亮太以外の出演アーティストは当番組初出演だった。
番組ホームページでは、2017年夏（『2017 FNSうたの夏まつり』）と2018年春に向けて、引き続き、サプライズしてほしい人を募集していたが諸事情により企画自体が見送られた。
ちなみに、サプライズ企画や月9特集などが多めの番組構成だったため、スタジオライブで楽曲を披露したのは嵐と宝塚歌劇団 月組の2組のみだった。

## 出演者

### 総合司会
- 森高千里
- 渡部建（アンジャッシュ）
- 加藤綾子（フリーアナウンサー）

### 出演アーティスト
- 嵐
- イルカ
- AKB48
- 大黒摩季
- 宝塚歌劇団 月組[注 2]
- 西野カナ
- 乃木坂46[注 3]
- ピコ太郎
- 藤巻亮太
- 南野陽子
- miwa
- 森口博子
- 森山直太朗
- 森山良子
- Little Glee Monster
- WANIMA

### トークゲスト
相葉雅紀、武井咲、滝藤賢一 - 月9ドラマ『貴族探偵』キャスト
永野芽郁、三浦翔平 - 映画『ひるなかの流星』キャスト
※スタジオでのトークパートでは、下記の3つのパターンに分けて別撮りで収録。
| パターン | 出演者                                                    |
| -------- | --------------------------------------------------------- |
| A        | イルカ、ピコ太郎、藤巻亮太、miwa、森口博子、森山良子      |
| B        | 相葉雅紀、武井咲、滝藤賢一                                |
| C        | 宝塚歌劇団 月組、西野カナ、乃木坂46、南野陽子、森山直太朗 |

### ナレーター
- バッキー木場 - 番組全体を担当。
- 菊池桃子 - 「サプライズ企画」を担当。
- 柏木由紀 - AKB48の「サプライズ企画」で菊池の代わりに担当。

## セットリスト（スタジオライブ）
| 順番 | アーティスト    | 楽曲             |
| ---- | --------------- | ---------------- |
| 1    | 嵐              | I'll be there    |
| 2    | 宝塚歌劇団 月組 | すみれの花咲く頃 |

## サプライズ企画
日本全国各地へ出向き、アーティストが歌のプレゼントをするサプライズのロケ企画が行われた。

## 春の名曲100選
番組ホームページでアンケートして番組側が制作した春の名曲100選を「1万5千人が選ぶ春の名曲100選」と題して、過去に放送された『FNS歌謡祭』『FNSうたの春まつり』『MUSIC FAIR』『夜のヒットスタジオ』『HEY!HEY!HEY!』『僕らの音楽』などのフジテレビの音楽番組や各アーティストのライブで披露された映像を基に、100から1までのカウントダウンで発表した（この番号はランキングではなく、各曲の票数も不明である）。

## 月9ドラマ 30周年ヒストリー
番組後半には、『フジテレビ月曜9時枠の連続ドラマ』（通称：月9）が1987年に創設されて今年で30周年を迎えた記念で、歴代大ヒット月9ドラマをダイジェストで振り返った。

## 嵐 フジテレビドラマ主題歌特集
同じく、番組後半には、嵐の歴代のフジテレビドラマ主題歌を各ドラマの映像や『FNS歌謡祭』『FNSうたの夏まつり』『HEY!HEY!HEY!』などのフジテレビの音楽番組で披露された映像と共にダイジェストで振り返った。

## スタッフ
- 構成：山内浩嗣、大野ケイスケ
- 音楽監修：武部聡志
- 美術デザイン：邨山直也
- 美術プロデューサー：三竹寛典
- 美術進行：西嶋友里
- 大道具：浅見大、楢崎善正
- アクリル装飾：犬塚健
- アートフレーム：三浦文裕
- 電飾：後藤佑介、岩瀬直孝
- プラントプランナー：後藤健
- フラワーアレンジ：山寺由美
- 美術協力：エイチ・ツー、ファイバーワーク
- TD／SW：米山和孝
- CAM：京田航
- ロケCAM：袖垣竜也
- 照明デザイン：植松晃一
- 照明：西野大介、内山晶裕
- 音声：太田宗孝
- VE：久保島春樹
- PA：松田勝治、渡眞利泰樹
- 楽器：島津哲也
- CG：古畑資展
- 編集：財城敬
- MA：木村亮允
- 音響効果：中田圭三、温水義成
- LED：東京TUBE
- 広報：佐藤未郷
- 宣伝：斎藤千可子
- ホームページ：鈴木小織
- TK：槇加奈子
- デスク：富張明子、谷山里美
- 技術協力：fmt、共同テレビジョン、サンフォニックス、放映サービス、田中電設、明光セレクト、SHURE JAPAN
- ロケ技術協力：北海道文化放送、テレビ西日本、オーテック、ビデオステーション・キュー、ハートス、松崎照明イン九州、ピーシー・ライツ、YBE、ニユーテレス、スウィッシュ・ジャパン
- ロケ協力：南富良野町役場、宮城県北部船主協会、鈴香漁業
- 協力：IMAGICA、4-Legs、スコープ
- エグゼクティブ・プロデューサー：石田弘
- 制作進行：早川和希
- AP：加藤万貴、湯瀬恵理子、岩田恵
- ディレクター：松清弘卓、松永健太郎、浅尾和寿、佐藤正樹、大野悟、志賀一寿、唐雅則、後藤悠樹
- チーフディレクター：浜崎綾
- プロデューサー：若林美樹、三浦淳、河本晃典、土田芳美、宇賀神裕子、後藤夏美
- チーフプロデューサー：板谷栄司
- 制作：フジテレビ編成制作局制作センター第二制作室
- 制作著作：フジテレビ